# Ondata di caldo del luglio 1962
Una ondata di caldo particolare vi è stata nel luglio 1988 quando a Zafferana Etnea per 5 giorni vi fu un caldo pazzesco con una percentuale di umidità incredibile . Di notte per 5 giorni la temperatura fu di 34/36 gradi senza un.minimo alito di vento,materassi caldi non si riusciva a dormire. Quello fu il caldo più estremo che abbia mai vissuto .
Mercoledì 11 la stazione meteorologica di Pantelleria con 42,9 °C faceva registrare il proprio record di temperatura massima assoluta.
Giovedì 12 la stazione meteorologica di Catania Sigonella con 46,7 °C e la stazione meteorologica di Catania Fontanarossa con 46,0 °C stabilivano i propri record di temperatura massima assoluta, mentre la stazione meteorologica di Enna con 37,0 °C faceva registrare il proprio record di temperatura massima mensile di luglio.
Infine, nel corso della terza decade del mese, giovedì 26 luglio la stazione meteorologica di Arezzo Molin Bianco con 40,5 °C faceva registrare il proprio record di temperatura massima assoluta, mentre la stazione meteorologica del Semaforo dell'isola di Capri con 37,2 °C faceva registrare il proprio record di temperatura massima mensile di luglio; successivamente, il giorno 28 anche la stazione meteorologica di Trevico con 33,8 °C stabiliva il proprio record di temperatura massima mensile di luglio.